# Euglossa lugubris
Euglossa lugubris är en biart som beskrevs av Roubik 2004. Euglossa lugubris ingår i släktet Euglossa, tribus orkidébin, och familjen långtungebin. Inga underarter finns listade.